# Кроклем, Дедрик
Дедрик Кроклем (англ. Dedrick Crocklem; 30 октября 2004, Батон-Руж, США) — американский боксёр-профессионал.
Чемпион США среди любителей (2022, 2023).

## Любительская карьера
Занимался в зале «Famoney Athletic Club» у тренера Джейсона Гамильтона.
В апреле 2021 года стал чемпионом США среди юношей в лёгком весе (до 60 кг).
В декабре 2021 года стал чемпионом США среди юношей в 1-м полусреднем весе (до 63,5 кг).
В ноябре 2022 года стал бронзовым призёром юношеского чемпионата мира в 1-м полусреднем весе (до 63,5 кг).

### Чемпионат США[англ.]2022
Выступал в 1-м полусреднем весе (до 63,5 кг). В четвертьфинале победил Джастина Вилорию. В полуфинале победил Джонатана Мансура. В финале победил Семюэла Контрераса.

### Чемпионат США 2023
Выступал в 1-м полусреднем весе (до 63,5 кг). В четвертьфинале победил Исраэля Родригеса. В полуфинале победил Алехандро Альварадо. В финале победил Вершона Ли.

## Профессиональная карьера
Сотрудничает с менеджером Джеймсом Принцем. В декабре 2024 года подписал контракт с промоутерской компанией Top Rank.
Дебютировал на профессиональном ринге 10 января 2025 года, победив нокаутом во 2-м раунде.

## Статистика боёв
В таблице перечислены результаты всех поединков боксёров.
В каждой строке указан результат поединка. Дополнительно номер поединка обозначен цветом, который обозначает итог поединка. Расшифровка обозначений и цветов представлена в нижеследующей таблице.
| Пример | Расшифровка                     |
| ------ | ------------------------------- |
|        | Победа                          |
|        | Ничья                           |
|        | Поражение                       |
|        | Планируемый поединок            |
|        | Поединок признан несостоявшимся |
| КО     | Нокаут                          |
| ТКО    | Технический нокаут              |
| PTS    | Решение судей (по очкам)        |
| UD     | Единогласное решение судей      |
| MD     | Решение большинства судей       |
| SD     | Раздельное решение судей        |
| RTD    | Отказ от продолжения боя        |
| DQ     | Дисквалификация                 |
| NC     | Поединок признан несостоявшимся |

| Бой | Дата           | Соперник               | Место проведения                                | Результат | Примечание |
| --- | -------------- | ---------------------- | ----------------------------------------------- | --------- | ---------- |
| 2   | 29 марта 2025  | Дионне Равалкаба (2-1) | Fontainebleau Las Vegas, Лас-Вегас, Невада, США | TKO1 (4)  |            |
| 1   | 10 января 2025 | Несли Трезиле (1-1)    | Emerald Queen Casino, Такома, Вашингтон, США    | TKO2 (4)  |            |
| Бой | Дата           | Соперник               | Место проведения                                | Результат | Примечание |

## Титулы и достижения

### Любительские
- 2020  Чемпион США среди юношей в лёгком весе (до 60 кг).
- 2021  Чемпион США среди юношей в 1-м полусреднем весе (до 63,5 кг).
- 2022  Бронзовый призёр чемпионата мира среди юношей в 1-м полусреднем весе (до 63,5 кг).
- 2022  Чемпион США в 1-м полусреднем весе (до 63,5 кг).
- 2023  Чемпион США в 1-м полусреднем весе (до 63,5 кг).